# Shameless (Estados Unidos)
Shameless (em Portugal, No Limite) é uma comédia dramática norte-americana que vai ao ar no canal Showtime. É um remake da premiada série britânica e é ambientada na porção sul da cidade de Chicago. Seu primeiro episódio foi ao ar em 9 de janeiro de 2011.  No Brasil, é transmitida pelo canal de  TV por assinatura argentino I.Sat e pelo serviço de streaming HBO Max, e em Portugal, foi transmitida da temporada 1 à 5 pela RTP2 e a partir da temporada 6 pela Fox Life, estando agora disponível todas as temporadas no serviço de streaming HBO Max.
Os produtores tentaram distingui-la de outras séries americanas que retratam a classe trabalhadora focando no problema causado pelo alcoolismo de Frank e como isso afeta sua família. Paul Abbott, criador do seriado original, disse: "Não é My Name Is Earl ou Roseanne. Tem um nível mais profundo de pobreza. Não são trabalhadores de colarinho azul; não tem colarinho". Quando John Wells, produtor, teve a ideia de criar a série, ele impediu que ela fosse ambientada no Sul ou em um parque de trailers. Ele explicou: "Nós temos, na comédia, um tradição de tirar sarro de pessoas nesses mundos. A realidade é que essas pessoas não são 'os outros' - eles vivem a quatro quadras de onde você mora".

## Enredo
A série retrata a família disfuncional de Frank Gallagher, um pai solteiro de seis filhos. Enquanto ele gasta seus dias bebidos ou em busca de desventuras, seus filhos aprendem a cuidar de si mesmos.

## Elenco
| Ator                | Personagem                 | Temporadas | Temporadas | Temporadas | Temporadas   | Temporadas | Temporadas   | Temporadas | Temporadas | Temporadas   | Temporadas | Temporadas |
| Ator                | Personagem                 | 1          | 2          | 3          | 4            | 5          | 6            | 7          | 8          | 9            | 10         | 11         |
| ------------------- | -------------------------- | ---------- | ---------- | ---------- | ------------ | ---------- | ------------ | ---------- | ---------- | ------------ | ---------- | ---------- |
| William H. Macy     | Frank Gallagher            | Regular    | Regular    | Regular    | Regular      | Regular    | Regular      | Regular    | Regular    | Regular      | Regular    | Regular    |
| Emmy Rossum         | Fiona Gallagher            | Regular    | Regular    | Regular    | Regular      | Regular    | Regular      | Regular    | Regular    | Regular      |            |            |
| Jeremy Allen White  | Philip "Lip" Gallagher     | Regular    | Regular    | Regular    | Regular      | Regular    | Regular      | Regular    | Regular    | Regular      | Regular    | Regular    |
| Cameron Monaghan    | Ian Gallagher              | Regular    | Regular    | Regular    | Regular      | Regular    | Regular      | Regular    | Regular    | Regular      | Regular    | Regular    |
| Emma Kenney         | Debbie Gallagher           | Regular    | Regular    | Regular    | Regular      | Regular    | Regular      | Regular    | Regular    | Regular      | Regular    | Regular    |
| Ethan Cutkosky      | Carl Gallagher             | Regular    | Regular    | Regular    | Regular      | Regular    | Regular      | Regular    | Regular    | Regular      | Regular    | Regular    |
| Shanola Hampton     | Veronica "V" Fisher        | Regular    | Regular    | Regular    | Regular      | Regular    | Regular      | Regular    | Regular    | Regular      | Regular    | Regular    |
| Steve Howey         | Kevin "Kev" Ball           | Regular    | Regular    | Regular    | Regular      | Regular    | Regular      | Regular    | Regular    | Regular      | Regular    | Regular    |
| Noel Fisher         | Mickey Milkovich           | Recorrente | Recorrente | Regular    | Regular      | Regular    | Participação | Recorrente |            | Participação | Regular    | Regular    |
| Emma Greenwell      | Mandy Milkovich            | Recorrente | Recorrente | Regular    | Regular      | Recorrente | Participação |            |            |              |            |            |
| Joan Cusack         | Sheila Jackson             | Regular    | Regular    | Regular    | Regular      | Recorrente |              |            |            |              |            |            |
| Justin Chatwin      | Steve Wilton Jimmy Lishman | Regular    | Regular    | Regular    | Participação | Recorrente |              |            |            |              |            |            |
| Laura Slade Wiggins | Karen Jackson              | Regular    | Regular    | Recorrente |              |            |              |            |            |              |            |            |
| Zach McGowan        | Jody Silverman             |            | Recorrente | Regular    |              |            |              |            |            |              |            |            |
| Jake McDorman       | Mike Pratt                 |            |            | Recorrente | Regular      |            |              |            |            |              |            |            |
| Emily Bergl         | Sammi                      |            |            |            | Recorrente   | Regular    |              |            |            |              |            |            |
| Isidora Goreshter   | Svetlana Fisher            |            |            | Recorrente | Recorrente   | Recorrente | Recorrente   | Regular    | Regular    |              |            |            |
| Christian Isaiah    | Liam Gallagher             |            |            |            |              |            |              |            | Recorrente | Regular      | Regular    | Regular    |
| Kate Miner          | Tami Tamietti              |            |            |            |              |            |              |            |            | Recorrente   | Regular    | Regular    |
| Richard Flood       | Ford Kellogg               |            |            |            |              |            |              |            | Recorrente | Regular      |            |            |

## Episódios
| Temporada | Temporada | Episódios | Estreia da temporada   | Final da temporada    |
| --------- | --------- | --------- | ---------------------- | --------------------- |
|           | 1         | 12        | 9 de Janeiro de 2011   | 27 de Março de 2011   |
|           | 2         | 12        | 8 de Janeiro de 2012   | 1º de Abril de 2012   |
|           | 3         | 12        | 13 de Janeiro de 2013  | 7 de Abril de 2013    |
|           | 4         | 12        | 12 de Janeiro de 2014  | 6 de Abril de 2014    |
|           | 5         | 12        | 11 de Janeiro de 2015  | 5 de Abril de 2015    |
|           | 6         | 12        | 10 de Janeiro de 2016  | 3 de Abril de 2016    |
|           | 7         | 12        | 2 de Outubro de 2016   | 2 de Dezembro de 2016 |
|           | 8         | 12        | 5 de Novembro de 2017  | 28 de Janeiro de 2018 |
|           | 9         | 14        | 9 de Setembro de 2018  | 10 de Março de 2019   |
|           | 10        | 12        | 10 de Novembro de 2019 | 26 de Janeiro de 2020 |
|           | 11        | 12        | 6 de Dezembro de 2020  | 11 de Abril de 2021   |

## Produção
A emissora HBO começou a desenvolver uma versão americana de Shameless depois de entrar em acordo com John Wells em Janeiro de 2009. Em Outubro de 2009, a produção da série já estava a cargo do canal Showtime. Um episódio piloto foi produzido em Dezembro de 2009, estrelando William H. Macy como Frank Gallagher. Também juntaram-se ao elenco Emmy Rossum e Justin Chatwin, como Fiona Gallagher e Steve Wilton, respectivamente, que já haviam trabalhado juntos em Dragonball Evolution.
Em Abril de 2010, Showtime ordenou a produção da uma primeiro temporada, composta por doze episódios. Em Agosto, Joan Cusack foi escalada como Sheila, um possível interesse romântico para Frank, substituindo Allison Janney, que participou do episódio piloto. A produção começou em Setembro.
Uma teaser do piloto foi exibida em 12 de Dezembro de 2010, após o final da quinta temporada de Dexter. A primeira temporada oficialmente começou a ser exibida em 9 de Janeiro de 2011, no canal Showtime.
Uma marca clássica da série é o questionamento inicial de um dos personagens principais sobre porque o espectador supostamente não assistiu ao episódio anterior, o que representa uma quebra da quarta parede.

## Datas importantes
As filmagens para a segunda temporada, que estreou em 8 de Janeiro de 2012, começaram dia 5 de Julho de 2011. A terceira temporada, que estreou em 13 de Janeiro de 2013, foi anunciada em 1º de Fevereiro de 2012 e as filmagens iniciaram em 27 de Junho de 2012. A renovação para a quarta temporada foi em  29 de Janeiro de 2013, e essa estreou em 12 de Janeiro de 2013. A quinta temporada foi anunciada em 18 de Fevereiro de 2014.

## Recepção

### Avaliações
O primeiro episódio da série, "Pilot", foi assistido por 982,000 espectadores, tornando-o o maior sucesso em estreia de seriados da emissora desde Dead Like Me, em 2003. O episódio que foi ao ar em 30 de Janeiro, "Casey Casden", recebeu 1.45 milhão de espectadores, transformando Shameless no drama com mais sucesso em seu ano de estreia na emissora.

### Críticas
A reação crítica à série foi majoritariamente positiva. Tim Goodman, do The Hollywood Reporter, disse: "Shameless é uma excelente e convincente série desde o início. Contanto que permaneça fiel à original, será essencial aos espectadores".
A primeira temporada recebeu no site Metacritic uma pontuação de 66 pontos, de 100, o que representa uma avaliação favorável. A segunda temporada ganhou no Metacritic uma pontuação de 76/100, indicando uma crescimento nas críticas positivas. Tom O'Neill, do Los Angeles Times, reconheceu o favorecimento ao Emmy que a série estava recebendo, especialmente a performance de Emmy Rossum, dizendo: "Ela não tinha muito favoritismo ao Emmy logo após a estreia da série em Janeiro, mas isso mudou depois que ela deu uma virada energética em episódios como 'Bust at Last Came a Knock'". BuddyTV deu a Shameless o oitavo lugar em sua lista das melhores novas séries de televisão de 2011.